# Hrim-2 (sistema de misiles)
Hrim-2 (en ucraniano: Оперативно-тактичний ракетний комплекс «Грім»), también conocido como Grіm-2 (a veces denominado Grom), es un sistema de misiles balísticos de corto alcance móvil prospectivo ucraniano desarrollado por la Oficina de Diseño y A.M. Planta de construcción de maquinaria del sur de Makarov. Es combinar las características de los complejos de misiles tácticos, tácticos y múltiples lanzacohetes. El alcance del misil para la versión de exportación es de 280 kilómetros, limitado por MTCR. Pero técnicamente, el misil puede volar hasta 500 km. Según se informa, la investigación y el desarrollo del sistema de misiles ha sido financiado de forma encubierta por Arabia Saudita.
El primer lanzamiento de prueba del nuevo misil táctico estaba programado para la segunda mitad de 2019.

## Galería

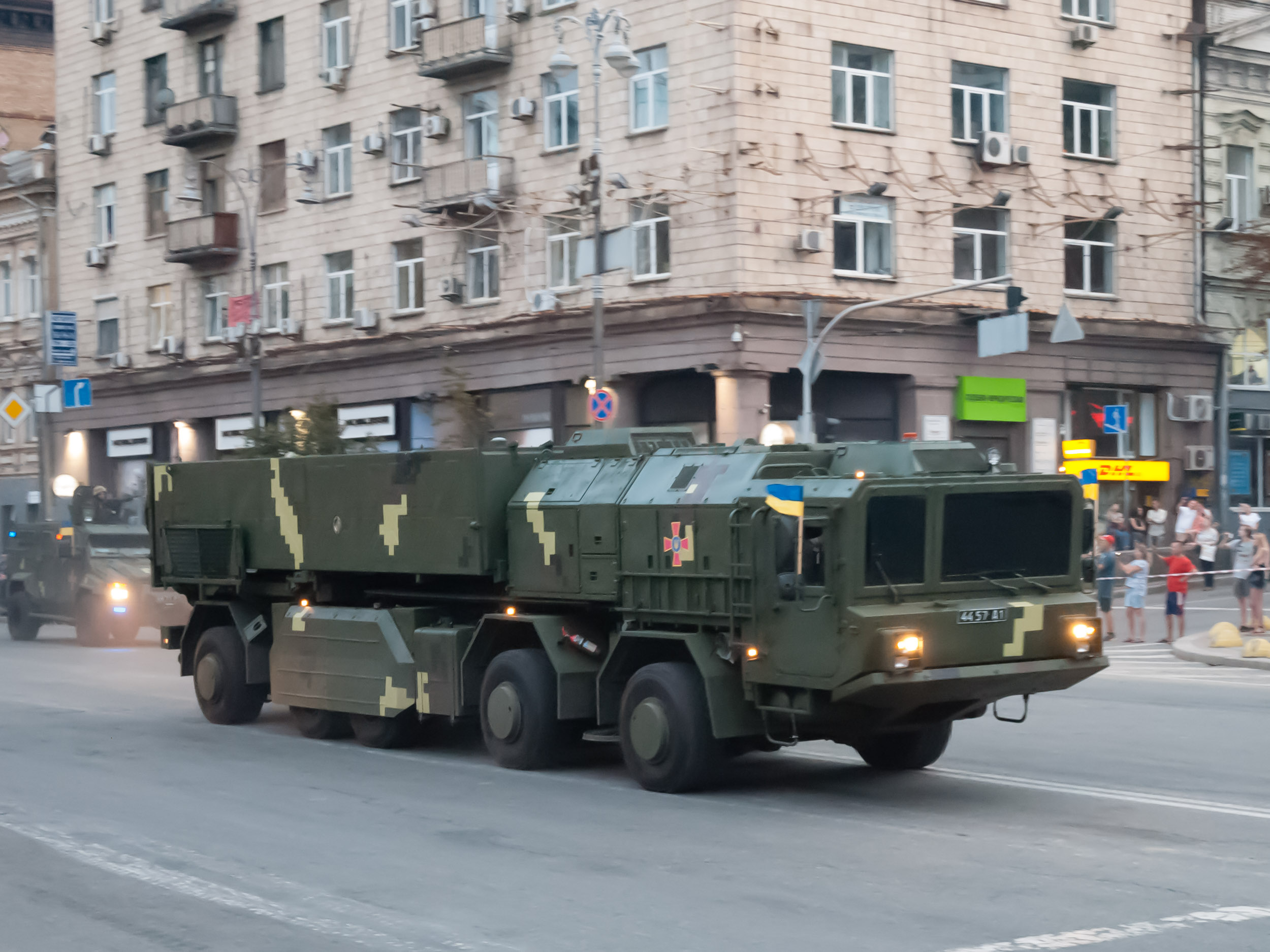
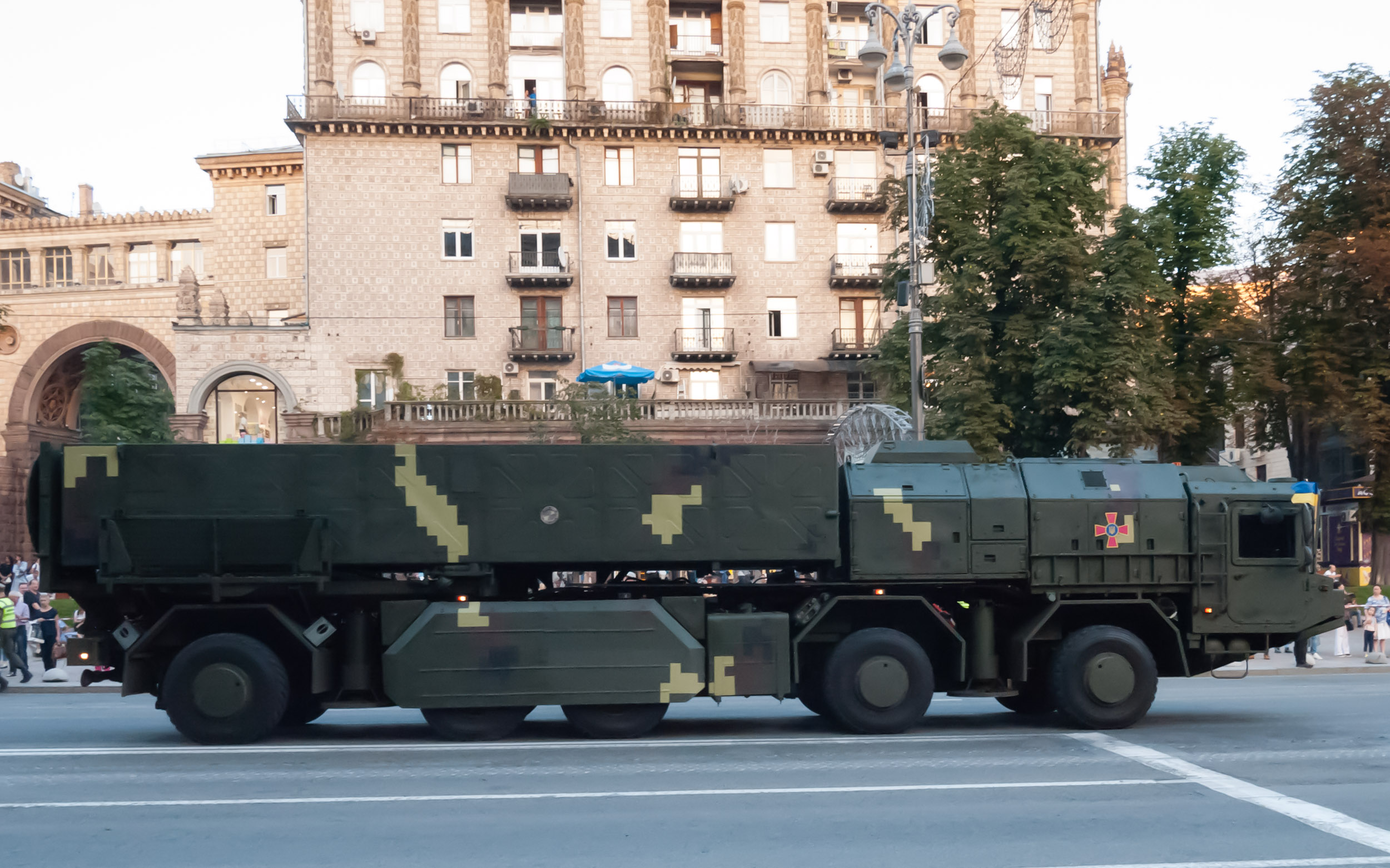
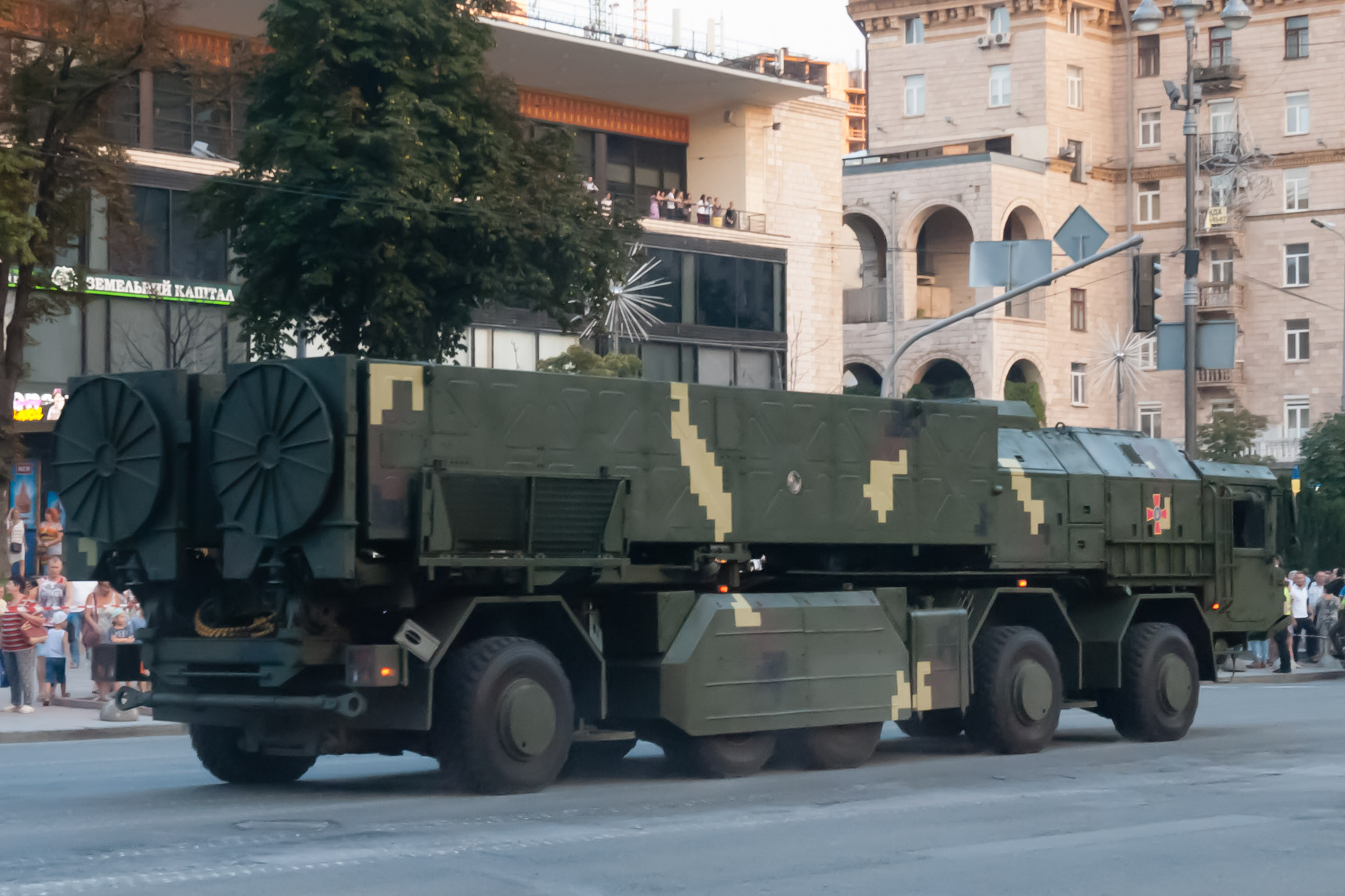
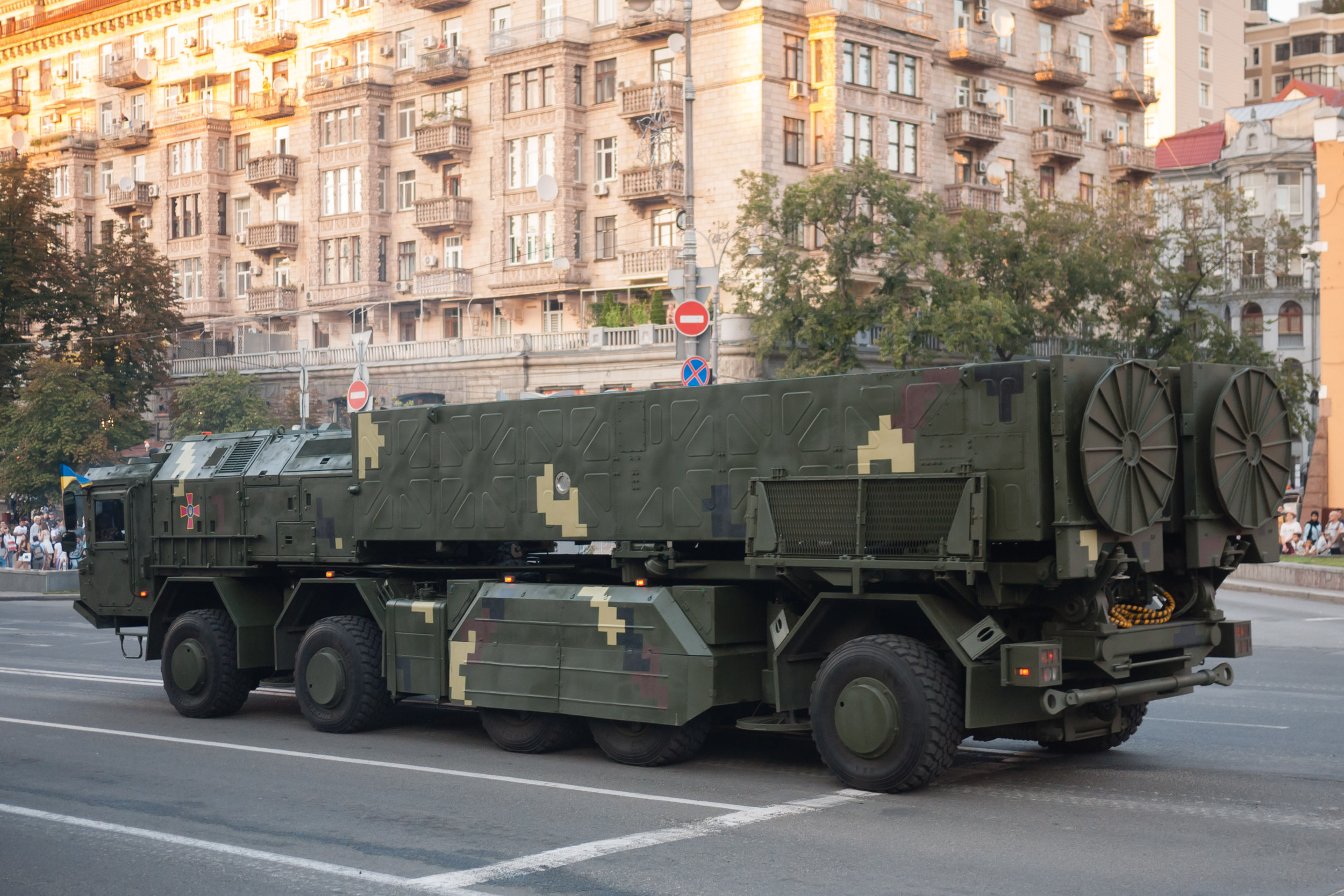
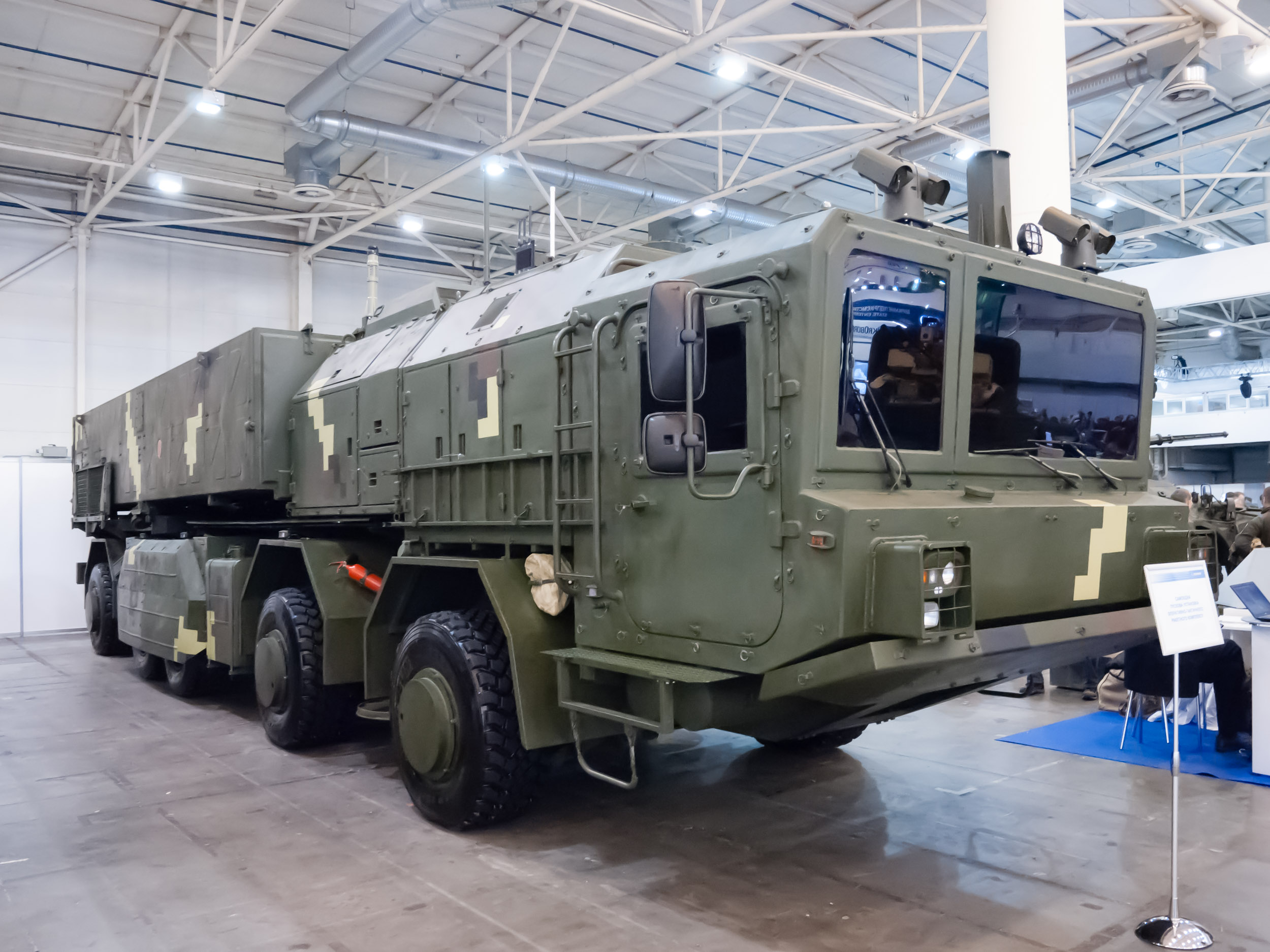
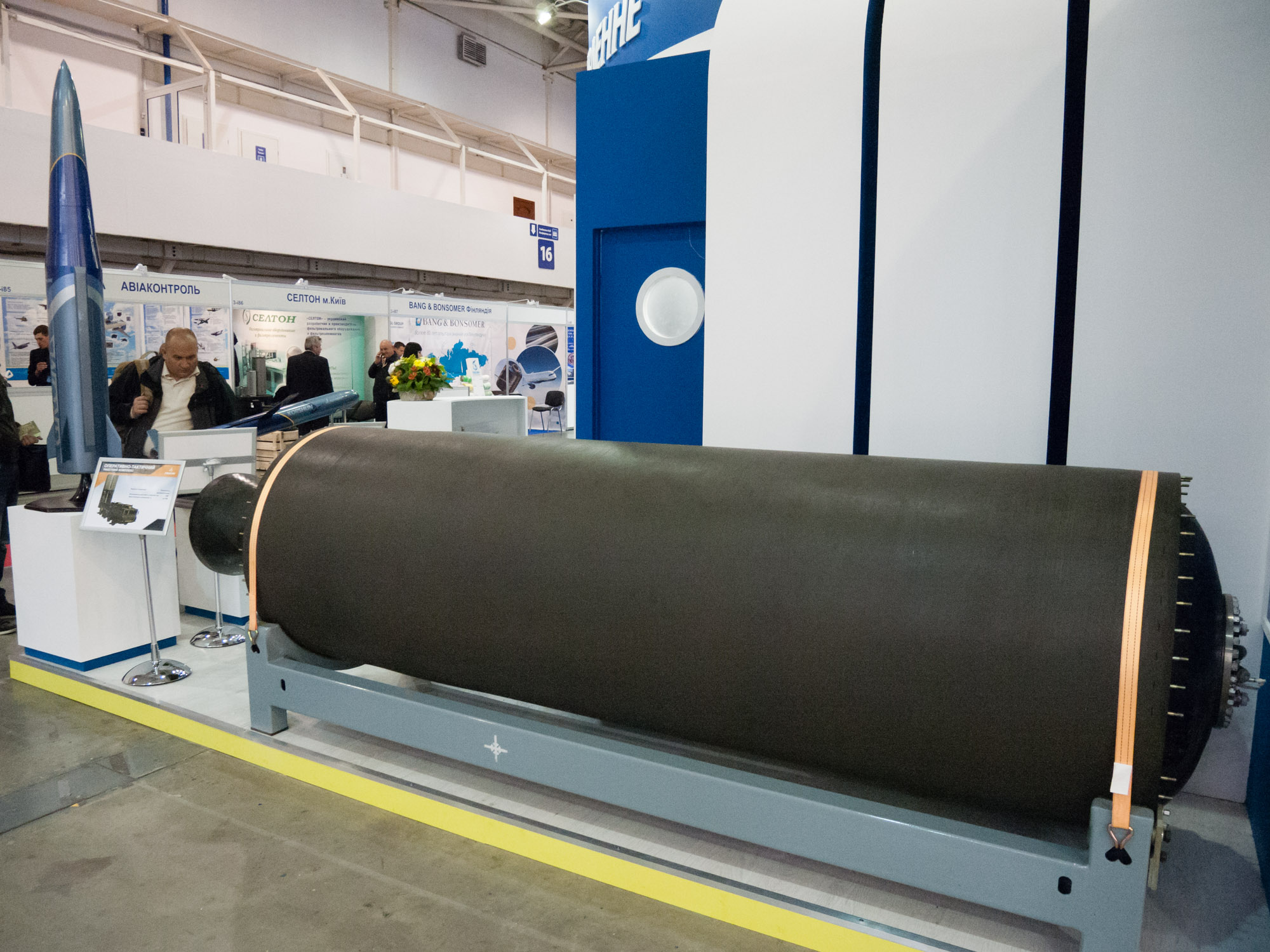